# Родники (Брянська область)
Родники (рос. Родники) — селище в Дятьковському районі Брянської області Російської Федерації.
Населення становить 15 осіб. Входить до складу муніципального утворення Большежуковське сільське поселення.

## Історія
Від 2005 року входить до складу муніципального утворення Большежуковське сільське поселення.

## Населення
| 2010 | 2013 |
| ---- | ---- |
| 15   | →15  |